# Diócesis de Ecatepec
La diócesis de Ecatepec (en latín: Dioecesis Ecatepecensis) es una circunscripción eclesiástica de la Iglesia católica en México. Se trata de una diócesis latina, sufragánea de la arquidiócesis de Tlalnepantla. Desde el 3 de julio de 2024 se encuentra su Sede Vacante.

## Territorio y organización
La diócesis tiene 204 km² y extiende su jurisdicción sobre los fieles católicos de rito latino residentes en el estado de México en el municipio de Ecatepec de Morelos y la parte oriental del municipio de Tlalnepantla de Baz. La diócesis incluye un área densamente poblada en las afueras de la Ciudad de México, con una población generalmente pobre y focos de pobreza extrema.
La sede de la diócesis se encuentra en la ciudad de Ecatepec de Morelos, en donde se halla la Catedral del Sagrado Corazón de Jesús.
En 2021 en la diócesis existían 100 parroquias agrupadas en 14 decanatos:
- Decanato de San Jerónimo
- Decanato de María Madre de la Iglesia
- Decanato de San Felipe de Jesús
- Decanato del Buen Pastor
- Decanato del Santo Cura de Ars
- Decanato de Santa Clara
- Decanato de San Agustín
- Decanato de San Juan Pablo II
- Decanato de la Quinta Aparición
- Decanato de San Cristóbal
- Decanato de Santo Tomás Apóstol
- Decanato del Espíritu Santo
- Decanato de San Juan Diego
- Decanato de Corpus Christi

## Historia
La diócesis fue erigida el 28 de junio de 1995 con la bula Ad curam pastoralem del papa Juan Pablo II, obteniendo el territorio de la diócesis de Texcoco y de la arquidiócesis de Tlalnepantla. Su primer obispo fue Onésimo Cepeda Silva.
Tuvo esta diócesis sede por seis años en la parroquia de San Cristóbal, hasta que la nueva Catedral de Ecatepec fue terminada en 1999. 

## Estadísticas
Según el Anuario Pontificio 2022 la diócesis tenía a fines de 2021 un total de 1 492 000 fieles bautizados.
| Año                                                                             | Población            | Población | Población      | Sacerdotes | Sacerdotes    | Sacerdotes    | Bautizados por sacerdote | Diáconos permanentes | Religiosos | Religiosos | Parroquias |
| Año                                                                             | Bautizados católicos | Total     | % de católicos | Total      | Clero secular | Clero regular | Bautizados por sacerdote | Diáconos permanentes | Varones    | Mujeres    | Parroquias |
| ------------------------------------------------------------------------------- | -------------------- | --------- | -------------- | ---------- | ------------- | ------------- | ------------------------ | -------------------- | ---------- | ---------- | ---------- |
| 1997                                                                            | 3 235 000            | 3 860 000 | 83.8           | 103        | 91            | 12            | 31 407                   | 20                   | 31         | 126        | 79         |
| 1999                                                                            | 3 500 000            | 4 126 033 | 84.8           | 106        | 96            | 10            | 33 018                   | 19                   | 18         | 136        | 82         |
| 2004                                                                            | 3 400 000            | 4 300 000 | 79.1           | 125        | 108           | 17            | 27 200                   | 4                    | 21         | 12         | 89         |
| 2006                                                                            | 3 400 000            | 4 300 000 | 79.1           | 129        | 112           | 17            | 26 356                   | 4                    | 21         | 12         | 89         |
| 2013                                                                            | 1 488 000            | 1 774 000 | 83.9           | 173        | 160           | 13            | 8601                     | 23                   | 31         | 72         | 97         |
| 2016                                                                            | 1 408 861            | 1 633 631 | 86.2           | 147        | 134           | 13            | 9584                     | 10                   | 13         | 125        | 97         |
| 2019                                                                            | 1 455 300            | 1 688 900 | 86.2           | 140        | 125           | 15            | 10 395                   | 9                    | 18         | 111        | 100        |
| 2021                                                                            | 1 492 000            | 1 726 260 | 86.4           | 152        | 142           | 10            | 9815                     | 7                    | 14         | 108        | 100        |
| Fuente: Catholic-Hierarchy, que a su vez toma los datos del Anuario Pontificio. |                      |           |                |            |               |               |                          |                      |            |            |            |

## Episcopologio

### Obispos de Ecatepec
| Foto | Escudo | Nombre del titular                       | Período                                  | Fin del cargo (razón)            |
|      |        | Onésimo Cepeda Silva †                   | 28 de junio de 1995 - 7 de mayo de 2012  | Retirado                         |
|      |        | Óscar Roberto Domínguez Couttolenc, M.G. | 17 de julio de 2012 - 3 de julio de 2024 | Nombrado arzobispo de Tulancingo |